# إبراهيم عقيل
إبراهيم محمد عقيل (الحاج عبد القادر) لبناني مواليد ١٩٦٢ (٦٢ عاماً) هو قيادي بمستوى جنرال في حزب الله، تولى منصب رئيس هيئة ألاركان ، وهو عضواً في مجلس الجهاد، مطلوب لوكالة الاستخبارات الامريكية منذ عام ١٩٨٢،وصنف (أرهابياً) عام ٢٠١٥،ثم (أرهابياً عالمياً) عام ٢٠١٩ بقرار وزارة الخارجية الامريكية رقم ١٣٢٢٤ ، في ثمانينيات القرن العشرين، شارك في أنشطة صنفت إرهابية، كتفجيرات السفارة الأميركية في بيروت وتفجيرات ثكنات مشاة البحرية الأميركية. وعرضت الحكومة الأمريكية مكافأة 7 ملايين دولار لكل من يعطي معلومات تؤدي إلى القبض عليه.
اشرف على ابتكار وبناء وتطوير وإدارة كل الوحدات الخاصة في الحزب وأبرزها وحدة الرضوان، ووحدة العباس.
يعتقد ان كل القوات في أمرته هي قوات هجومية وليست دفاعية.قام ببناء قواته على مبدئ عقائدي ونظرية دينية،تقول: انه يمكن صنع وتحويل كل فرد من مقاتليه ليصبح (سيفه بالف فارس) كما وصف الامام علي بأس واخلاص احد اصحابه.
اغتيل في 20 سبتمبر 2024 في غارة إسرائيلية على الضاحية الجنوبية لبيروت. مع ١٩ شخص هم قادة القوات والوحدات التي تحت إمرته،جاءالاغتيال بعد يومين من تفحير اجهزة البيجر في ٤٠٠٠ من قواته،ليترك هذا الحدث صدمة عنيفة جداً لجسم وعقل الحزب،وليتخلى مباشرة عن مبداء (الهجوم) ويتحول الى (الدفاع) كأصل في عمله وخوضة للحرب.

## مسيرته
في ثمانينيات القرن العشرين، كان عقيل شخصية رئيسية في جماعة الجهاد الإسلامية اللبنانية، وهي جماعة تابعة لحزب الله. نفذت المنظمة تفجير السفارة الأمريكية في بيروت عام 1983، مما أسفر عن مقتل 63 شخصًا، والهجمات على قواعد القوة المتعددة الجنسيات في بيروت والتي أسفرت عن مقتل 305 أشخاص، خلال الثمانينيات، كان عقيل مسؤولاً عن اختطاف رهائن أمريكيين وألمان. لاحق القضاء اللبناني عقيل لارتباطه بمحاولة اغتيال رئيس الوزراء الأسبق شفيق الوزان، كما أن كان عقيل مطلوبًا من مكتب التحقيقات الفيدرالي الأمريكي.
في 4 فبراير 2000، أثناء الصراع في جنوب لبنان، أطلقت مروحيات أباتشي AH-64 صواريخ أيه جي إم-114 هيلفاير على سيارة عقيل في قرية باريش، حيث كان يعمل قائدًا لحزب الله في قطاع جنوب لبنان (أو القطاع الغربي في جنوب لبنان)، وخلال حرب لبنان عام 2006 ، كان عقيل مسؤولاً عن تنسيق الاستخبارات بين حزب الله والجيش السوري.
في 21 يوليو 2015، صنفت وزارة الخزانة الأمريكية عقيل على أنه مرتبط ارتباطًا وثيقًا بقيادة حزب الله ويعمل نيابة عنها، إلى جانب شخصيات بارزة أخرى في المنظمة - مصطفى بدر الدين وفؤاد شكر وعبد النور شعلان. حُدِّدَ على أنه لعب دورًا رئيسيًا في التدخل العسكري لحزب الله في سوريا من خلال مساعدة مقاتلي المنظمة والقوات الموالية للنظام السوري ضد قوات المعارضة السورية خلال الحرب الأهلية السورية. كما تم البحث عن عقيل من خلال العديد من " النشرات الحمراء " من قبل الإنتربول، والتي توثق تاريخه الطويل مع المنظمة، بما في ذلك التورط في اختطاف واحتجاز مواطنين ألمانيين في أواخر الثمانينيات وحملة التفجيرات في باريس عام 1986
وصنفت واشنطن إبراهيم عقيل بأنه إرهابي عالمي، ورصدت مكافأة تصل إلى 7 ملايين دولار لمن يدلي بمعلومات تقود للوصول إليه.

## الاغتيال
في 20 سبتمبر 2024، قُتل عقيل في غارة في بيروت نفذتها القوات الإسرائيلية. إدعى باسم الجيش الإسرائيلي دانيال هاغاري أن عقيل وقيادات أخرى من قوة رضوان النخبة كانوا متجمعين تحت الأرض عندما تم استهدافهم وقتلهم في الغارة الجوية الإسرائيلية، كما زعم أن ما لا يقل عن 10 من قادة حزب الله قتلوا في الغارة الجوية في بيروت.
ونعى حزب الله في بيان له استشهاد القائد إبراهيم عقيل وجاء في البيان  «حزب الله: إلتحق اليوم القائد الكبير إبراهيم عقيل (الحاج عبد القادر) بموكب إخوانه من القادة الشهداء الكبار، بكل اعتزاز وفخر تُقدّم المقاومة الإسلامية اليوم أحد قادتها الكبار شهيداً على طريق القدس وتعاهد روحه الطاهرة أن تبقى وفية لأهدافه وآماله وطريقه حتى النصر إن شاء الله».